# Чандирі
Чандирі́ (рос. Чандыри) — присілок у складі Тавдинського міського округу Свердловської області.
Населення — 1 особа (2010, 2 у 2002).
Національний склад населення станом на 2002 рік: чуваші — 100 %.